# Schnappi und seine Freunde
Albums de Schnappi
Schnappi's Winterfest
(2005)
Schnappi und seine Freunde (Schnappi et ses amis) est le premier album du petit crocodile allemand Schnappi. L'album est sorti en août 2005 en France.

## Description
L'album reprend les amis du crocodile Schnappi comme le lama (« Lama »), le kangourou (« Känguru »), le manchot (« Pinguin »), etc.

## Pistes de l'album
1. Schnappi
2. Mahlzeit
3. Ein Pinguin
4. Ein Lama in Yokohama
5. Känguru
6. Sieben Hummeln
7. Ri-Ra-Rad
8. Krötenkäpt'n
9. Teddybärtanz
10. Hase Moppel
11. Das Kleine Nilpferd
12. Abends Am Nil
13. Schnappi [Version Karaoke]
14. Mahlzeit [Version Karaoke]
15. Ein Lama in Yokohama [Version Karaoke]
16. Krötenkäpt'n [Version Karaoke]
17. Das Kleine Nilpferd [Version Karaoke]
18. Schnappi [Original Mix]
19. Schnappi [Kairo Pop Mix]